# Sebastian Virdung

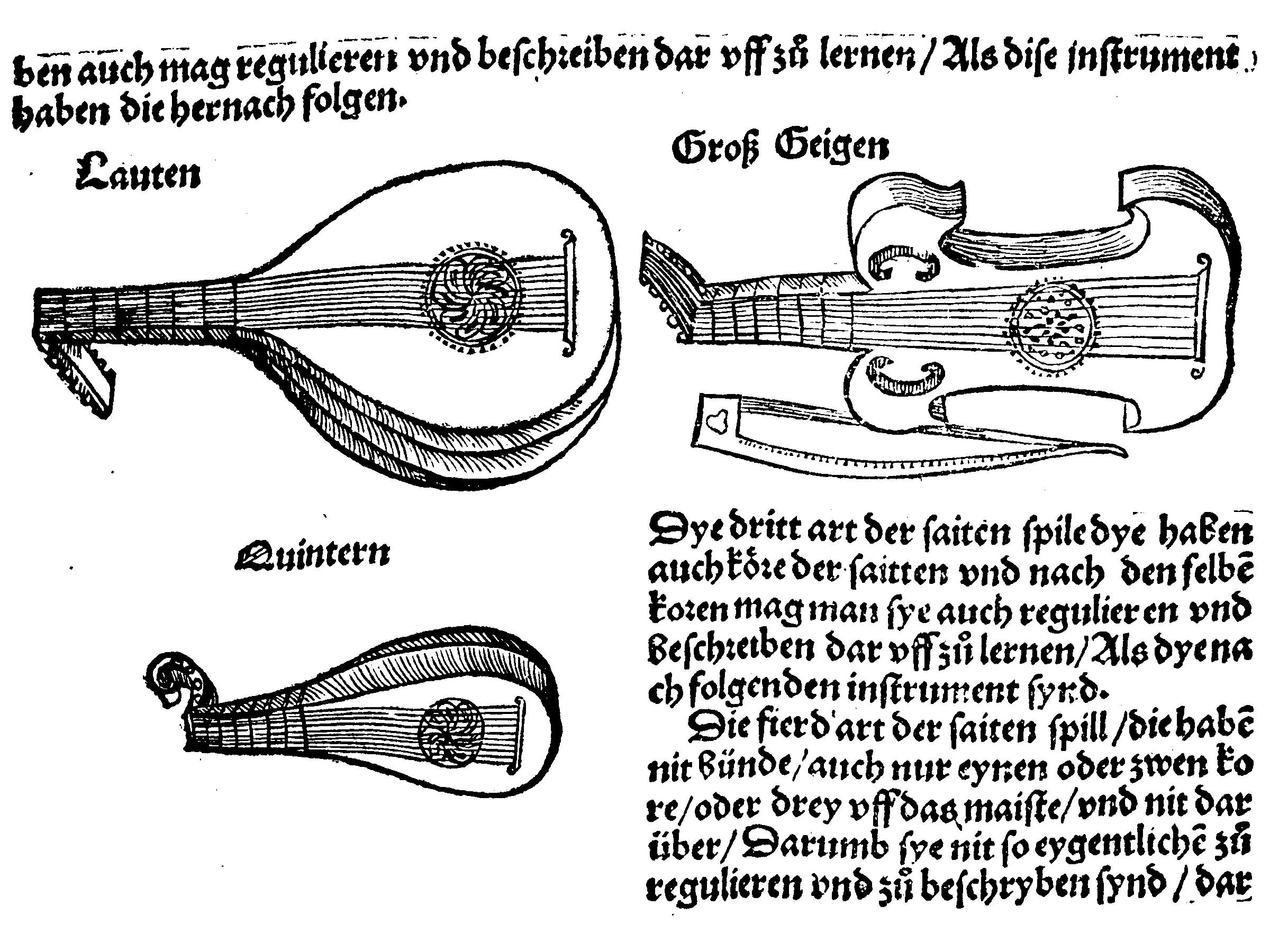
Auszug aus "Musica getutscht"

Sebastian Virdung, auch Sebastian von Amberg oder Sebastian Grop (* 19. oder 20. Januar 1465 (unsicher) wahrscheinlich in Amberg (Oberpfalz); † wahrscheinlich zwischen 1512 und 1518) war ein deutscher Komponist, Musiktheoretiker, Sänger und Kleriker der frühen Renaissance.

## Leben und Wirken
Sebastian Virdung war vermutlich der Sohn von Wernczlein Vierdung, der von Kaiser Friedrich III. am 21. August 1469 zwei Wappen und den Namen Grop bekam; sechs Jahre später erwarb dieser das Bürgerrecht der Stadt Amberg, danach (1486) als Gastwirt das Nürnberger Bürgerrecht. Der Sterbeort wie das Sterbejahr von Sebastian Virdung konnte von der musikhistorischen Forschung bisher nicht ermittelt werden.
Sebastian erhielt seine Schulbildung vermutlich an der St. Martinsschule in Amberg bei dem dortigen Magister Michael Reiser, und spätestens ab 1483 war er zum Studium der Rechtswissenschaften an der Universität Heidelberg immatrikuliert. Etwa zu gleichen Zeit ist er als Alt-Sänger in die Heidelberger Kantorei des kurpfälzischen Hofs eingetreten, wo auch Arnolt Schlick als Organist wirkte. Dass er akademische Grade erworben hat, ist nicht belegt, jedoch, dass er im Jahr 1486 bei Peter Drach in Speyer juristische Bücher gekauft hat. In den Jahren 1489 und 1500 erhielt Virdung einträgliche Pfründen aus Lengenfeld bei Velburg in der Oberpfalz und von Burg Stahleck bei Bacharach am Rhein, nachdem er 1489 die Priesterweihe empfangen hatte. Etwa im Jahr 1495 wurde er Nachfolger seines Lehrers Johann von Soest als Sängermeister am Heidelberger Hof. Am 9. Oktober 1503 wandte sich Virdung brieflich an den Pfälzer Kurprinzen Ludwig V. mit dem Vorschlag, von Franchinus Gaffurius die Abhandlung Practica musica (erschienen Mailand 1496) anzuschaffen, außerdem noch ein weiteres, dialogisch angelegtes Traktat, möglicherweise das Compendium artis musicae von Johannes de Muris (erschienen Paris 1321). In einem späteren Brief vom 5. Januar 1504 bedankte er sich bei dem Prinzen, der ihm eine vierstimmige Messe zugesandt hatte; außerdem bat er um die Übermittlung fehlerfreier Kopien von drei Kompositionen von Johannes Ockeghem, nämlich der Missa prolationum, der Missa cuiusvis toni und einer 36-stimmigen kanonischen Motette, nachdem die in Heidelberg vorhandenen Exemplare offenbar fehlerhaft waren.
Zu welchem Zeitpunkt Sebastian Virdung aus den kurpfälzischen Diensten ausschied, ist nicht belegt. Der Musikforscher Gerhard Pietzsch vermutet in seiner Veröffentlichung aus dem Jahr 1966, dass dies Ende 1505 oder Anfang 1506 gewesen sei. Als Grund wird angenommen, dass sich Virdung wegen seines »notorisch unangepassten Verhaltens« nicht länger am Hof halten konnte; es ist aber auch möglich, dass es nach dem verlustreichen Landshuter Erbfolgekrieg zur Entlassung von Hofpersonal gekommen ist. Der Komponist hielt sich zunächst für kürzere Zeit am Hof von Herzog Ulrich von Württemberg in Stuttgart auf und war dann ab Sommer 1506 in Konstanz; ab 9. Januar 1507 ist er als angestellter Succentor in die Konstanzer Hofkantorei eingetreten, wo es zu seinen Pflichten gehörte, die Chorknaben in Gesang, Komposition und Kontrapunkt zu unterrichten. Schon ein Jahr später (15. Januar 1508) hat Virdung seine Stellung in Konstanz aufgegeben, nachdem er zuvor wegen launenhaften und nachlässigen Umgangs mit den Knaben »in Gnaden entlassen« worden war. Ein Auftrag aus Konstanz führte den Komponisten danach offenbar nach Eichstätt. Aus dem Vorwort zu seinem bekanntesten Werk, Musica getutscht (Basel, 15. Juli 1511) geht hervor, dass Virdung sich 1510 während des Reichstags in Augsburg aufgehalten hat. Hier wollte er sich anscheinend mit dieser Veröffentlichung und Widmung an Wilhelm von Hohnstein, den Bischof von Straßburg, für eine Anstellung empfehlen. Er plante ursprünglich die Veröffentlichung einer deutlich größeren Publikation mit dem Titel Ein deutsche Musica oder Gedicht der deutschen Musica, schaffte es aber nicht, die dafür notwendigen Mittel aufzutreiben. Mit der Widmung an Hohnstein, der ein Interesse an der größeren Version bekundet hatte, hoffte Virdung auf eine finanzielle Unterstützung von Seiten des Bischofs. Dieses größere Opus ist jedoch nie erschienen, und das betreffende Manuskript ist nicht erhalten geblieben. Der Musiktheoretiker und Komponist Othmar Luscinius (um 1480 – 1537) hat im Vorwort zu seiner Veröffentlichung Musurgia seu praxis musicae (verfasst vor 1518, erschienen Straßburg 1536) von Virdungs »vorzeitigem Tod« berichtet, durch den es diesem nicht mehr vergönnt war, an seinem Werk Musica getutscht und außgezogen letzte Hand anzulegen („supremam manum constat haud quaque contigisse“). Hieraus ergibt sich, dass Virdung in den Jahren zwischen 1512 und 1517 verstorben ist.

## Bedeutung

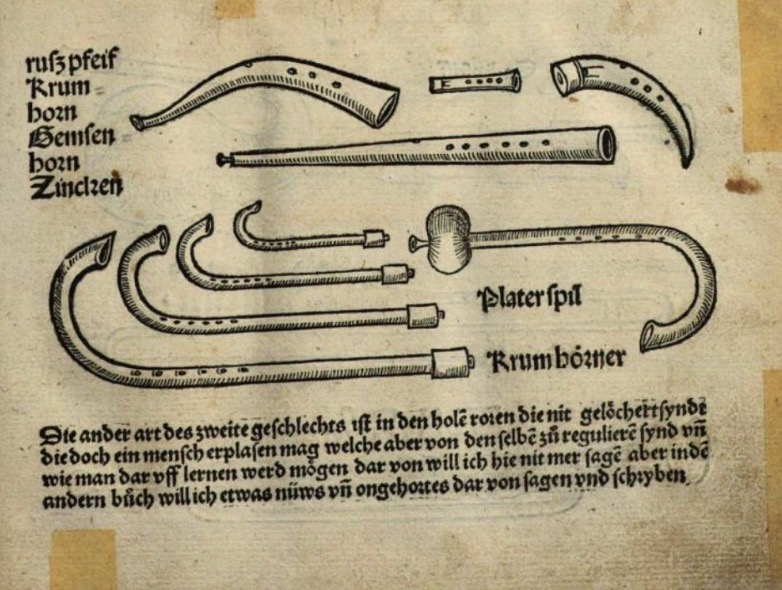
Musica getutscht: Darstellung von Gemshorn, Zink und Krummhörnern

Virdungs bekanntestes Werk, Musica getutscht und außgezogen (»Musik verdeutscht als Auszug«) ist dialogisch angelegt, als Zwiegespräch zwischen ihm selbst und seinem Heidelberger Freund und Kollegen Andreas Silvanus (latinisiert von Andreas Waldner) und beschreibt die zeitgenössischen und früheren Musikinstrumente und ihre Spielweise. Nachdem eine Abhandlung zu diesem Thema damals etwas ungewöhnlich war, rechtfertigt der Autor das mit zahlreichen Bibelstellen unter dem Aspekt des praktischen Gotteslobes. Es ist dies die früheste Behandlung dieses Themas in den westlichen Ländern überhaupt. Virdung folgt hier einem zweigeteilten Plan, indem er zunächst ein bebildertes Instrumentarium mit Hilfe von Holzschnitt-Abbildungen zeigt und dann die grundlegenden Spielanweisungen für die repräsentativen Instrumente der drei Hauptgruppen vorstellt, nämlich für Clavichord, Laute und Blockflöte. Hierzu werden auch die wichtigsten Prinzipien der Intabulierung erläutert. Der Tonumfang des Clavichords wird hier mit bis zu vier Oktaven dargestellt, dann für die größeren Tonumfänge meist mit »angehencktem pedalia«; auch die siebenchörige Laute ist hier schon beschrieben, und für die Blockflötenfamilie werden drei Größen gezeigt (Diskant, Alt/Tenor und Bass). Jede dieser drei Hauptgruppen gliedert sich in Untergruppen, in denen dann einzelne Instrumenttypen gezeigt werden. Erwähnung durch Abbildungen finden darüber hinaus neben Pauken auch volkstümliche Instrumente wie Jägerhorn, Schellen und die Maultrommel, die aber nicht näher beschrieben werden und als »göckel spill« (Gauklerspiel) angesehen werden. Zu den erwähnten, aber nicht im Detail beschriebenen Instrumenten gehören dann auch veraltete Instrumente, die nur noch durch Abbildungen und Beschreibungen bekannt waren.
Die meisten Bilder in diesem Werk entsprechen nicht den heutigen Vorstellungen technischer Genauigkeit – sie sollen vielmehr den vorliegenden Text durch Veranschaulichung unterstützen. Die Tastatur des Clavichords beispielsweise wurde zwar genau gezeichnet, erscheint aber im Druck spiegelbildlich (seitenverkehrt). In der Mensuralnotation geschrieben ist hier der unverzierte vierstimmige Satz zu dem Marienlied O haylige, onbeflecte zart iunckfrawschafft marie und erscheint in deutscher Clavier- wie auch in Lauten-Tabulatur.
Nach dem Spiegel der Orgelmacher und Organisten (Speyer 1511) von Arnolt Schlick ist Musica getutscht die zweite Musik-Fachschrift in deutscher Sprache und gleichzeitig die erste Publikation zur Instrumentenkunde überhaupt. Wie aus den späteren Nachdrucken und Übersetzungen hervorgeht, fand sie offensichtlich großes Interesse; sie diente auch späteren Arbeiten als Grundlage, so für Martin Agricola in seiner Musica instrumentalis deudsch (Wittenberg 1529) und Michael Praetorius in seinem Werk Syntagma musicum II (Wolfenbüttel 1618 und 1619). Virdung zeigt sich hier als recht moderner Autor durch die konsequente Verwendung der Volkssprache, die Erörterung der zeitgenössischen Instrumente sowie durch seine kritischen Äußerungen beispielsweise über die schwankende Terminologie der Instrumentenkunde. Die vielen Fehler und Unklarheiten in diesem Werk (grobe, gelegentlich seitenverkehrte Holzschnitte, oder die unpraktikable Lautentabulatur) wurden schon frühzeitig sehr deutlich kritisiert. Nachdem Virdung zunächst die Schrift Arnold Schlicks Spiegel der Orgelmacher und Organisten kritisiert hatte, vor allem (allerdings zu Unrecht) dessen missbräuchliche Verwendung des Begriffs musica ficta, und gleichzeitig eine beleidigende Anspielung auf Schlicks Blindheit machte, erwiderte dieser im November 1511 (in seiner Einleitung zur Publikation Tabulaturen etlicher Lobgesang und Lidlein uff die Orgeln und Lauten) auf zornige Weise, indem er Virdungs anmaßende Verwendung der griechischen Sprache (trotz mangelnder Kenntnis) geißelt, aber auch die zahlreichen Fehler in den Musikbeispielen in Virdungs Werk aufs Korn nimmt. Hierbei ist freilich zu beachten, dass die meisten Fehler aus Virdungs pädagogischer Absicht stammen, die Noten zur Veranschaulichung der Instrumental-Notierung genau zu übertragen und weniger, um spielbare Stücke darzustellen.
In Peter Schöffers Liederbuch sind vier mehrstimmige Lieder Virdungs abgedruckt, eines davon 20 Jahre später in der Sammlung Gassenhawerlin. Die fünf vierstimmigen Arbeiten Virdungs belegen beispielhaft die verschiedenen Arten des Tenorlieds.

## Werke
- Vokalmusik (Lieder)
  - »O haylige, onbeflecte zart iunckfrawschafft marie« zu vier Stimmen, in Musica getutscht (1511) und in Musurgia von Othmar Luscinius, Straßburg 1536.
  - »Ach ach wie schwach« zu vier Stimmen, in Peter Schöffers Liederbuch, Mainz 1513.
  - »Es kumbt noch wol, was werden sol« zu vier Stimmen, in Peter Schöffers Liederbuch.
  - »Mit wee ich sag dir B. mein clag« zu vier Stimmen, in Peter Schöffers Liederbuch.
  - »Was ich gedult vnd leiden trag« zu vier Stimmen, in Peter Schöffers Liederbuch, auch in Gassenhawerlin (Frankfurt am Main 1535 bei Egenolf) sowie in Gassenhawerlin und Reutterliedlein, Frankfurt am Main 1535.
  - Altus zu Hofhaymers Herzliebstes Bild (bei Georg Forster 1539).

- Schrift
  - »Mvsica getutscht und außgezogen durch Sebastianum virdung Priesters von Amberg vnd alles gesang ausz den noten in die tabulaturen diser benanten dryer Instrumenten der Orgeln der Lauten vnd der Flöten transferieren zu lernen Kurtzlich gemacht«, bei M. Furter, Basel 1511, in zwei Varianten: urn:nbn:de:bsz:31-65511 und urn:nbn:de:gbv:23-drucke/43-musica-helmst4; veränderter Nachdruck bei J. Schönsperger, Augsburg vor 1521, urn:nbn:de:gbv:23-drucke/4-musica5; bearbeitete Übersetzungen: 1. »Livre plaisant et très utile«, Antwerpen 1529 (ohne den instrumentenkundlichen Teil); 2. Othmar Luscinius: »Musurgia seu praxis musicae«, Straßburg 1536, 2. Auflage 1542; 3. J. van Ghelen: »Dit is een seer schoon Boecxken«, Antwerpen 1554, 2. Auflage 1568 (wie der »Livre plaisant« gekürzt; zuerst vermutlich vor 1529, weil die französische Übersetzung einen niederländischen Text als Vorlage gehabt haben muss).

## Ausgaben vonMusica getutscht
- 1. Faksimile, hrsg. von Robert Eitner, Berlin 1882 (= Publikation älterer praktischer und theoretischer Musikwerke, 29 Bände, Berlin/Leipzig 1873–1905); archive.org.
- 2. Faksimile, hrsg. von L. Schrade, Kassel 1931.
- 3. Faksimile, hrsg. von Kl. W. Niemöller, Kassel 1970, 2. Auflage 1983.
- 4. Französische Übersetzung von Chr. Meyer 1980 (enthält eine Edition der fünf Liedsätze Virdungs).
- 5. Englische Übersetzung von Beth Bullard 1987 und 1993.
- »Livre plaisant (1529) & Dit is een seer schoon Boecxke (1568)« mit einer Einführung von John Henry van der Meer, Amsterdam 1973 (= Early Music Theory in the Low Countries Nr. 9).